# Найджел Лоусон
Найджел Лоусон (англ. Nigel Lawson; 11 березня 1932, Лондон — 3 квітня 2023) — британський політик, канцлер скарбниці з 1983 по 1989 рр. Член Консервативної партії, один з найвпливовіших політиків з команди Маргарет Тетчер.

## Життєпис
Він походить з сім'ї з єврейським корінням, здобув освіту у Вестмінстерській школі і коледжі Крайст Черч Оксфордського університету. Після закінчення військової служби у Королівському флоті (де він командував невеликим міноносцем), він почав кар'єру у журналістиці. Спочатку він спеціалізувався на економічних питаннях. У 1961 р. він став завідувачем репортажами у The Sunday Telegraph, з 1966 по 1970 рр. був головним редактором тижневика The Spectator.
У 1974 р. він був обраний до парламенту, де провів наступні 18 років. У парламенті він представляв виборчий округ Blaby (графство Лестершир). Лоусон був координатором фіскальної політики консервативної опозиції. Після перемоги консерваторів на виборах у 1979 р. він був призначений фінансовим секретарем казначейства. У 1981 р. він обійняв посаду міністра енергетики.